# Joncy
Joncy ist eine französische Gemeinde mit 511 Einwohnern (Stand 1. Januar 2022) im Département Saône-et-Loire in der Region Bourgogne-Franche-Comté. Sie gehört zum Arrondissement Mâcon und zum Kanton Blanzy.

## Geografie
Joncy liegt im Süden des Burgund am Rand des Gebiets der ehemaligen Grafschaft Charolais, nördlich des Maçonnais, 97 Kilometer nördlich von Lyon, 16 Kilometer südöstlich von Montceau-les-Mines und etwa 12 Kilometer nordöstlich des Kantonshauptorts La Guiche, zwischen den Nachbargemeinden Saint-Clément-sur-Guye im Osten, Burzy im Südosten und Collonge-en-Charollais im Nordwesten. Die Guye, ein Nebenfluss der Grosne verläuft östlich des Ortskerns. Der Weiler Rains gehört zur Gemeinde.

## Geschichte
Rains war früher Sitz einer Seigneurie und Joncy Sitz einer Baronie.

## Sehenswürdigkeiten
Das Schloss Joncy stammt aus dem 16. Jahrhundert.
In Rains steht ein Schafstall aus Natursteinen, der ohne Mörtel gebaut wurde. Auf Französisch werden diese Gebäude Cabane en pierre sèche genannt. Sie wurden in ländlichen Gegenden vom 17. bis zum 19. Jahrhundert erbaut, um landwirtschaftliche Geräte, Nutztiere oder Arbeiter vorübergehend unterzubringen. Die Cabane von Rains steht gegenüber einem Murgers. Murger sind breite Mauern oder Wälle, die beim Weinbau dazu dienen Parzellen voneinander abzugrenzen.

## Wirtschaft
Im Kalksteinbruch von Rains wurde gelber und grauer Kalkstein aus dem Bajocium abgebaut. Heutige wichtige Erwerbszweige der Joncynois sind Weinbau, Ackerbau und die Zucht von Hausrindern und Hausschweinen.